# Lorius
Lorius is een geslacht van vogels uit de familie Psittaculidae (papegaaien van de Oude Wereld).

## Soorten
Het geslacht kent de volgende soorten:
- Lorius albidinucha  – Witneklori
- Lorius chlorocercus  – Geelsnavellori
- Lorius domicella  – Vrouwenlori
- Lorius garrulus  – Molukse lori
- Lorius hypoinochrous  – Purperbuiklori
- Lorius lory  – Zwartkaplori

- Video van het mannetje van de zwartkaplori (Lorius lory viridicrissalis De Beaufort, 1909). Museum specimen, syntype, Naturalis Biodiversity Center
- Vidoe van het vrouwtje van  zwartkaplori (Lorius lory viridicrissalis De Beaufort, 1909). Museum specimen, syntype, Naturalis Biodiversity Center